# Do-The-Undo
Do-the-Undo is een Nederlandse band rond voorman Anne Soldaat, voorheen gitarist, zanger en schrijver van Daryll-Ann.
De leden zijn naast Soldaat op gitaar en zang, bassist Dick Brouwers (van Daryll-Ann, de band van Ellen ten Damme, Shine en Soft Parade), drummer Henk Jonkers (van Fatal Flowers, Hallo Venray, Los Tiki Boys, Soft Parade) en Matthijs van Duijvenbode (Ellen ten Damme, Johan) op toetsen en achtergrondzang.
Na een periode van try-outs in 2006 presenteert de band zich officieel op Noorderslag 2007, waar hun optreden lovend wordt ontvangen door de pers. De debuutplaat komt uit op 22 januari 2007 bij Excelsior Recordings, het platenlabel waar ook Daryll-Ann gevestigd was.
Vanaf maart 2007 verving Reyer Zwart bassist Dick Brouwers. De band Do-The-Undo werd in 2009 opgeheven toen Soldaat besloot zijn platen voortaan onder zijn eigen naam uit te brengen.